# Maria Bild

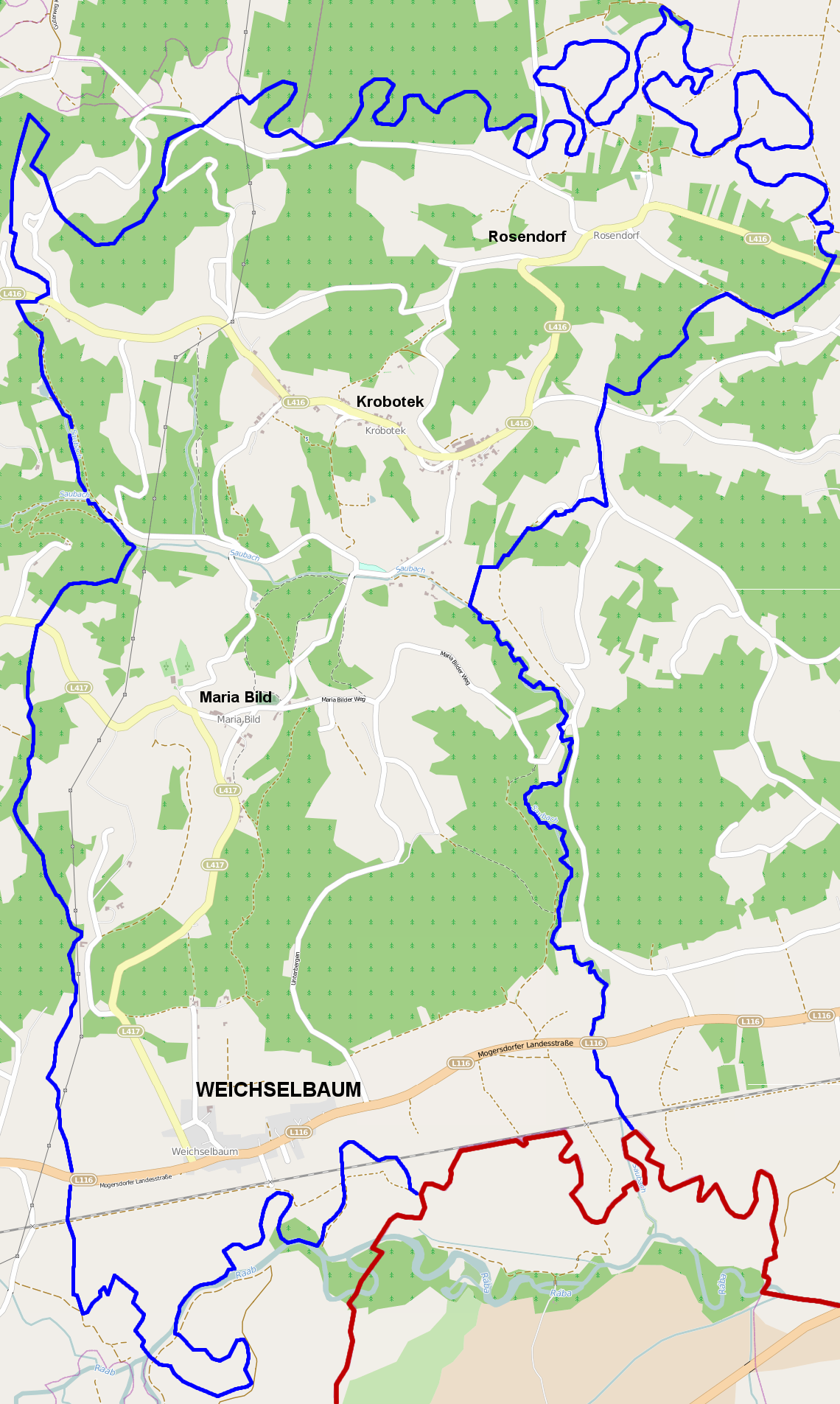
Der Ort Maria Bild ist ein Teil der Katastralgemeinde Weichselbaum und liegt im Zentrum der Großgemeinde.

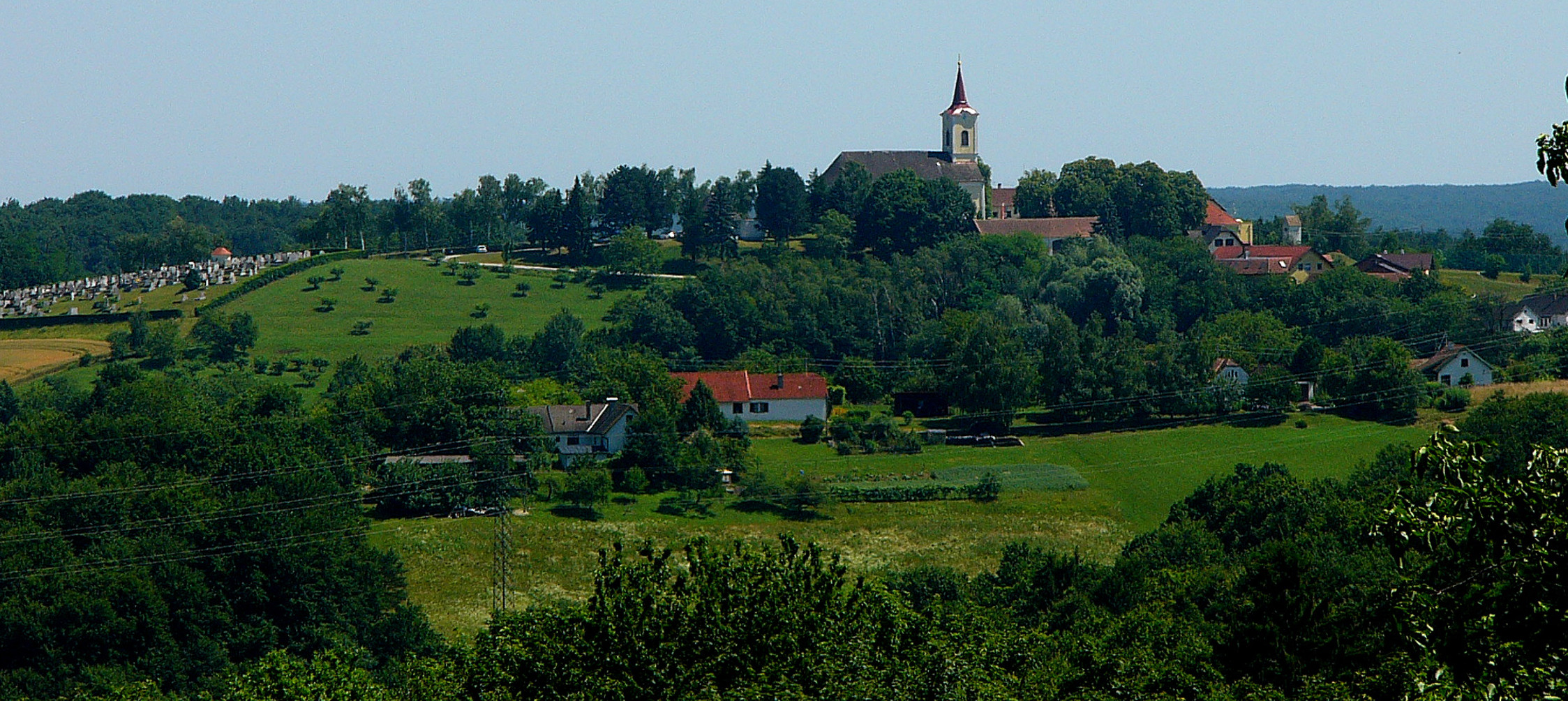
Blick auf Maria Bild

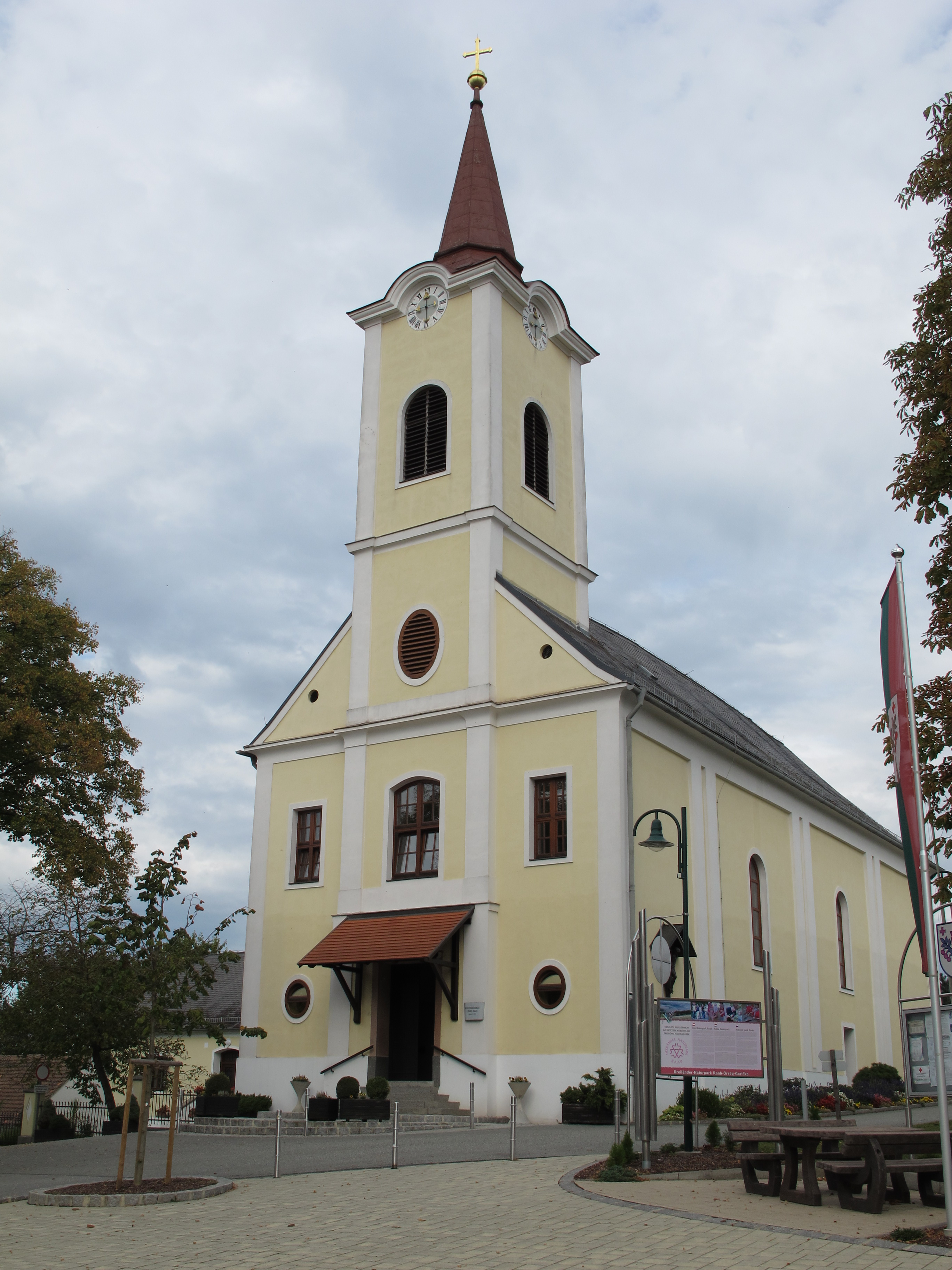
Wahrzeichen von Maria Bild ist die Wallfahrtskirche Mariae Heimsuchung.

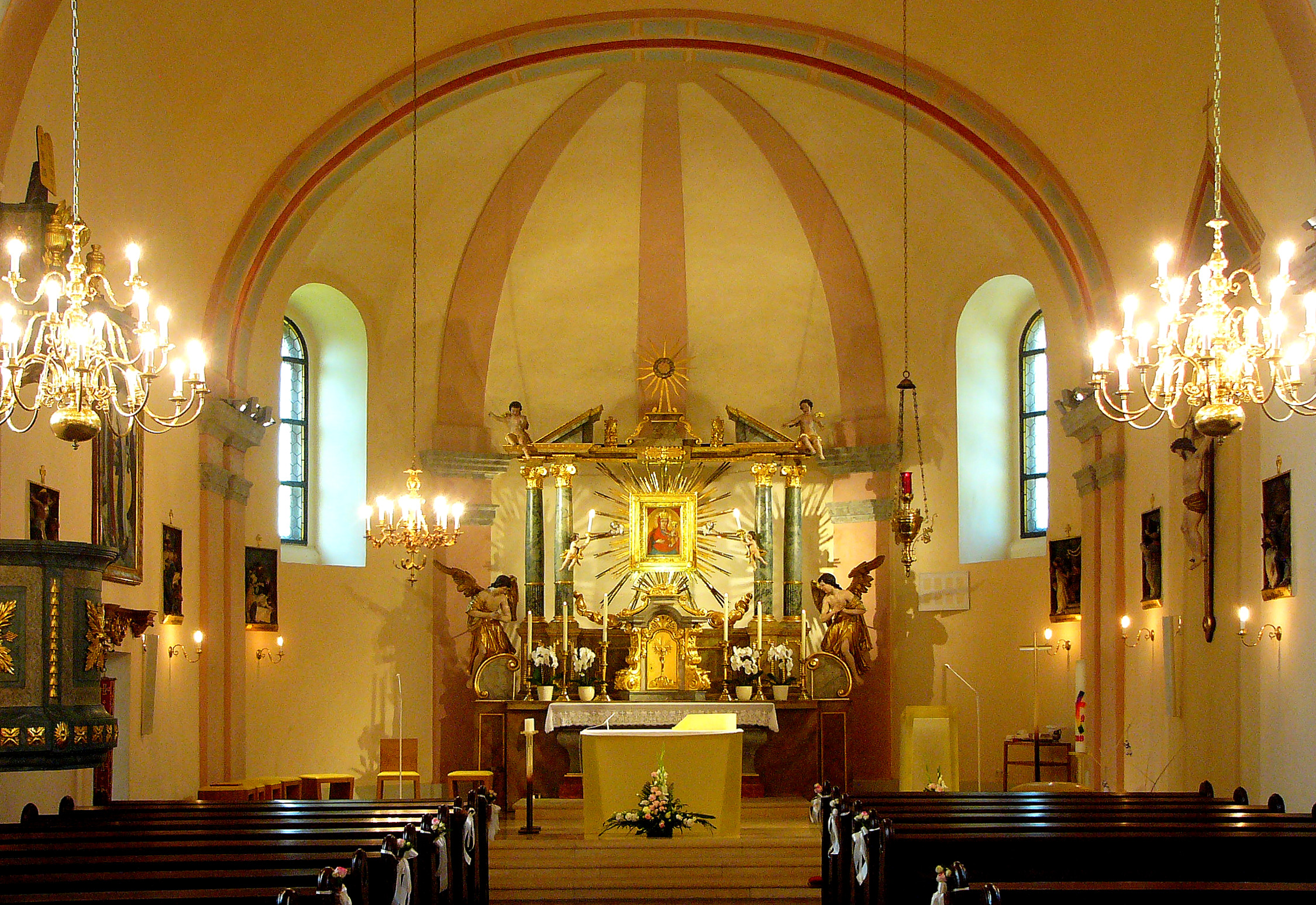
Das Schiff der Wallfahrtskirche Mariae Heimsuchung

Maria Bild (ungarisch Mariakép) ist ein Ort im Bezirk Jennersdorf im südlichen Burgenland in Österreich in der Großgemeinde Weichselbaum. Die Größe des Ortes (inklusive des Ortsteiles Weichselbaum) beträgt 663,71 Hektar. Mit Stand 1. Jänner 2024 zählte Maria Bild 191 Einwohner.

## Geografie
Die Streusiedlung Maria Bild liegt auf einer Höhe von 347 m ü. A. und ist der mittlere Teil der Großgemeinde Weichselbaum. Im Süden geht der Ort in das Raabtal über. Im Nordosten grenzt Maria Bild an Rosendorf, im Nordwesten und Norden an Krobotek, im Nordosten an Poppendorf im Burgenland, im Westen an Rax-Bergen, im Süden an Weichselbaum und im Osten an Mogersdorf-Bergen.
Der Ort ist Teil des Naturparks Raab-Őrség-Goričko.

## Geschichte

### Legende von Maria Bild

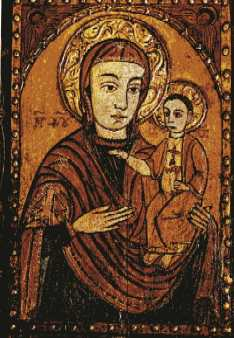
Das Originalbild von Maria Pötsch.

Ein ungarischer Maler fertigte im Jahr 1676 für die Basilika von Máriapócs („Maria Pötsch“) nach dem Vorbild von Maria Schnee ein Marienbild an, auf dem eines Tages Tränen zu sehen waren. Aufgrund dieser unerklärlichen Begebenheit ließ Kaiser Leopold I. das Bild nach Wien bringen, wo es im Stephansdom eine neue Heimstätte erhielt (siehe Madonna von Pötsch).
Nachdem zu dieser Zeit die Zisterzienser des Stiftes Heiligenkreuz mit der Seelsorge des Raabtals betraut wurden, gründeten diese das Kloster St. Gotthard. Pfarrer Gerhard Hauer war mit der Betreuung der Christen um Weichselbaum beauftragt und brachte 1749 eine in Wien erstandene Kopie des Bildes nach Weichselbaum. Dort hing er es an einem Baum auf, um immer wieder seine Gebete zu verrichten. Ebenso knieten vorbeikommende Bauern und Waldarbeiter vor dem Bild nieder. Um es vor Regen und Schnee zu schützen, errichteten fromme Leute eine Kapelle, womit das Bild eine bleibende Gedächtnisstätte erhielt. Das Gnadenbild wurde für die Bevölkerung bald zu einer beliebten Pilgerstätte; manche siedelten sich sogar hier an.
Später erteilte Joseph II. dem Abt des Stiftes Heiligenkreuz den Auftrag, weitere Kirchen zu errichten. Das Kloster St. Gotthard gründete daraufhin 1787 unter anderen die deutschsprachige Pfarre und Kirche „Maria Bild am Weichselbaum“, womit der auch Name für den Ort gegeben war.

### Ortsgeschichte
Aufgrund der Magyarisierungspolitik der Regierung in Budapest musste seit 1898 der ungarische Ortsname Mariakép verwendet werden. Der Erste Weltkrieg forderte auch in Maria Bild seine Opfer. Acht Männer fielen den Kriegswirren zum Opfer. Bis 1921 gehörte Maria Bild wie das gesamte Burgenland zu Deutsch-Westungarn. Nach Ende des Ersten Weltkriegs wurde Maria Bild mit Weichselbaum aufgrund der Verträge von St. Germain und Trianon 1919 Österreich zugesprochen.
Als Folge des „Anschlusses“ an das Deutsche Reich erfolgte 1938 die Auflösung des Burgenlandes. Maria Bild gehörte bis 1945 zum Kreis Feldbach, Gau Steiermark.
Der Zweite Weltkrieg forderte in Weichselbaum/Maria Bild mehr als einhundert Menschenleben. Diese allerdings nicht nur auf den Schlachtfeldern, sondern auch als Zigeuner oder Gegner des Nationalsozialismus. Nachdem 1944 die Rote Armee in Richtung Jennersdorf und Fehring vorgestoßen war, wurde die Bevölkerung nach St. Marein am Pickelbach evakuiert. Am 30. März 1945 (Karsamstag) erlitt Maria Bild schwere Kriegsschäden. Artilleriegeschoße fügten der Wallfahrtskirche enorme Schäden zu, das Schulgebäude wurde schwer beschädigt und mehrere Häuser, darunter auch das Wirtschaftsgebäude des Pfarrhofes, fielen den Flammen zum Opfer. Die Bevölkerung litt unter Plünderungen und Vergewaltigungen russischer Besatzungstruppen. Erst als eine russische Kommandantur eingerichtet und ein Teil der Truppen abgezogen wurde, normalisierte sich das Leben der Bevölkerung.
Mit dem Kriegsende wurden die Aufbauarbeiten in Angriff genommen und Weichselbaum/Maria Bild wurde wieder eine eigenständige Gemeinde. Die Gemeindeverwaltung wurde vom Kreisgemeindeamt Mogersdorf aus vorgenommen. Zwischen 1947 und 1950 erfolgte die Elektrifizierung, danach wurden Wasserleitungen errichtet.
Nachdem infolge des Zuge des Gemeindestrukturverbesserungsgesetzes mit 1. Jänner 1971 die vordem selbständigen Gemeinden Krobotek und Rosendorf eingemeindet wurden, erfolgte die Bildung der Großgemeinde Weichselbaum.
Nachdem die Schäden des Zweiten Weltkriegs nur notdürftig behoben wurden, erfolgte 1974 eine Generalsanierung der Wallfahrtskirche.
Im Jahr 1983 wurde im Ortsteil Maria Bild mit dem Bau eines eigenen Amtsgebäudes, in dem auch der Kindergarten untergebracht ist, begonnen. Dieses wurde 1987 fertig gestellt und anlässlich der 800-Jahr-Feier seiner Bestimmung übergeben. Da nunmehr ein eigenes Gemeindeamt zur Verfügung stand, wurde der Gemeindeverband mit Mogersdorf mit 1. Jänner 1988 aufgelöst. Mit 1. Jänner 1990 erfolgte auch die Trennung des Standesamt- und Staatsbürgerschaftsverbandes mit Mogersdorf, womit die Großgemeinde Weichselbaum seitdem vollkommen autonom ist.

## Verkehr
Der Ort wird von der Maria Bilder-Landesstraße (L417), die in Weichselbaum von der Mogersdorfer Landesstraße (L116) abzweigt und über Rax-Bergen zur Abzweigung Hobischberg der Rosendorfer Landesstraße (L416) in Unter-Henndorf führt, durchzogen. Nach Norden besteht mit einer Gemeindestraße eine Verbindung mit Krobotek und Rosendorf.
Mit öffentlichen Verkehrsmitteln ist Maria Bild durch die Postbuslinie 1872 (Jennersdorf – Henndorf – Heiligenkreuz im Lafnitztal) erreichbar. Allerdings verkehrt im Fahrplan 2014 lediglich ein einziger Bus auf dieser Strecke und dieser nur an Schultagen von Montag bis Freitag.

## Sehenswürdigkeiten
- Wallfahrtskirche Mariae Heimsuchung – Die Wallfahrtskirche ist Ziel zahlreicher Pilger und steht unter Denkmalschutz (Listeneintrag).

Im Jahr 2013 wurde die Kirche mit einem Kostenaufwand von rund 550.000,-- Euro generalsaniert. Dabei wurde die originale Farbgestaltung der Kirche zur Erbauungszeit wieder hergestellt. Beim Abtrag der Farbe kamen vergessene Elemente zum Vorschein, wie die Marmorierung der Gesimse, die verschiedenfarblichen Bögen und die blaumarmorierten Kassetten des ersten Bogens in der Apsis. Das bestehende Deckenbild von der Entstehung der Wallfahrt wurde gereinigt und gefestigt. Weiters wurden der Hochaltar, die Kanzel, sämtliche Statuen sowie die in der Seitenkapelle befindliche Grotte gereinigt und die nötigen Restaurierungen vorgenommen. Große Probleme bereitete die Sanierung der Feuchtigkeitsschäden in der Kirche. Weiters wurden die gesamten Elektroinstallationen samt Beleuchtung, Lautsprecher und Tonanlage erneuert. Letztlich wurde auch die defekte Turmuhr wieder in Gang gesetzt, so dass diese wieder alle Viertelstunden schlägt. Mit einem Familiengottesdienst wurde am 1. Dezember 2013 (erster Adventsonntag) die erste Messfeier in der renovierten Kirche begangen. Seit Herbst 2014 arbeitete der Wiener Künstler Kurt Straznicky an der Neugestaltung des Kirchenraumes. Die Arbeiten wurden im Frühjahr 2015 fertig gestellt; die Einweihung fand im Juli desselben Jahres statt.
- Pfarrhof – Der Pfarrhof steht ebenfalls unter Denkmalschutz (Listeneintrag).

## Tourismus

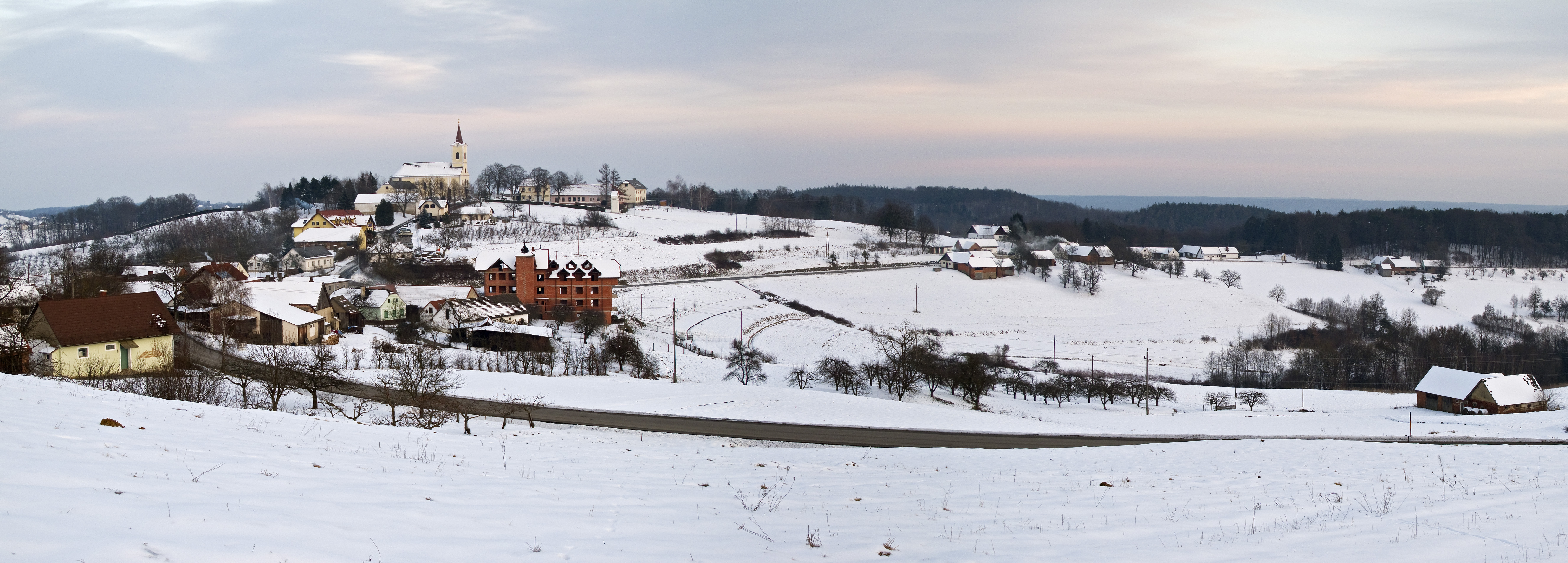
Blick auf Maria Bild von Westen.

Rund um die Wallfahrtskirche führen drei Wanderwege:
- Engelweg – Länge rund 2,2 Kilometer, Gehzeit 40 bis 50 Minuten (gelbe Markierung)
- Rosenweg – Länge rund 6 Kilometer, Gehzeit 90 bis 110 Minuten (rote Markierung)
- Wasserweg – Länge rund 7 Kilometer im Anschluss an den Engelweg, Gehzeit 100 bis 120 Minuten (blaue Markierung)

Weiters ist Maria Bild Etappenort am Ostösterreichischen Grenzlandweg.

## Vereine
- Freiwillige Feuerwehr Maria Bild – Die Wehr wurde 1921 gegründet und gehört dem Abschnitt IV des Bezirksfeuerwehrkommandos Jennersdorf an. Ihr gehören 28 Aktive und 5 Reservisten an. Kommandant ist Heinz Kloiber. Die Ausrüstung besteht aus einem Kleinlöschfahrzeug, einer Tragkraftspritze, einer Schlammpumpe.[15][16] In den letzten Jahren wurde ein neues zweiständiges Feuerwehrhaus errichtet. Das alte Feuerwehrhaus dient nunmehr als öffentliche Bücherei und WC.

## Persönlichkeiten
- Andreas Müller – Der am 16. Jänner 1960 geborene, in Maria Bild wohnhafte Maler und Bildhauer kann auf zahlreiche Ausstellungen verweisen.[17]